# 이스트레모스

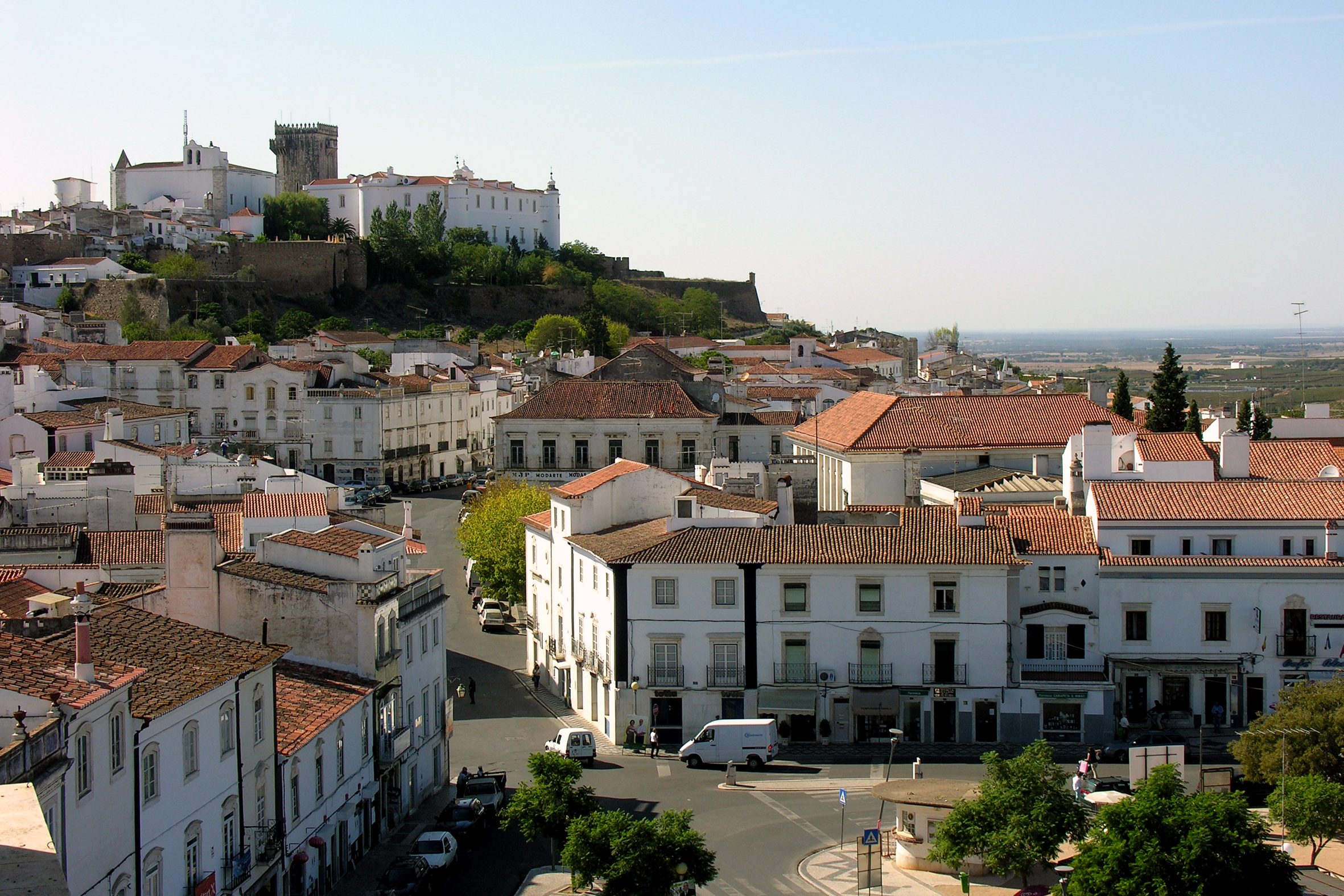
이스트레모스

이스트레모스의 위치

이스트레모스(포르투갈어: Estremoz)는 포르투갈 에보라 현에 위치한 도시로 면적은 513.80km2, 인구는 14,318명(2011년 기준), 인구 밀도는 28명/km2이다.
하양, 크림, 분홍, 회색, 검정 등 다양한 색을 띤 대리석의 산지로 유명한 곳이다. 이 곳에서 생산된 대리석은 고대부터 조각, 건축에 사용되었다.

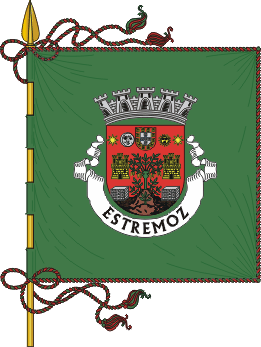
시기
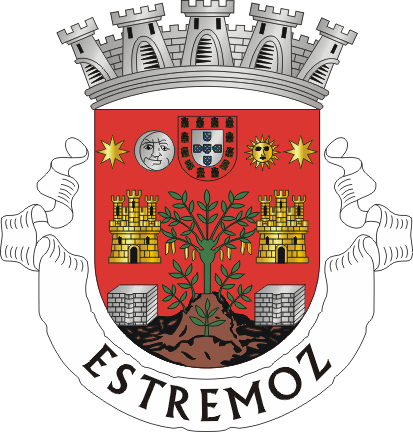
시 문장